# Màrius Moneo i Vilalta
Màrius Moneo i Vilalta (Berga, 1964) és un professor i escriptor català. És llicenciat en Filologia Catalana per la Universitat de Barcelona i compta amb estudis musicals als conservatoris de Barcelona i Terrassa.
La seua carrera literària s'inicia el 2004, quan guanya el Premi d'Humor i Sàtira Jaume Maspons i Safont amb L'educació del bon lladre. La seua bibliografia s'amplia el 2010 amb altres dos publicacions, El neguit de Màrsies i Un pirata tocat del cacau, guardonades respectivament amb el Ciutat de Gandia de Teatre i el Premi Carmesina de narrativa infantil. L'any següent guanya de nou un premi literari al País Valencià, aquest cas el Ciutat de Sagunt amb La mort, a l'ombra del bibliotecari.